# Leonardo Sandri
Leonardo Sandri (ur. 18 listopada 1943 w Buenos Aires) – argentyński duchowny rzymskokatolicki, doktor prawa kanonicznego, dyplomata watykański, arcybiskup, nuncjusz apostolski w Wenezueli w latach 1997–2000, nuncjusz apostolski w Meksyku w 2000, substytut ds. ogólnych w Sekretariacie Stanu w latach 2000–2007, prefekt Dykasterii ds. Kościołów Wschodnich (do 2022 Kongregacji ds. Kościołów Wschodnich) w latach 2007–2022, kardynał od 2007 (najpierw w stopniu diakona, w 2018 dwukrotnie promowany najpierw do stopnia prezbitera, a następnie do stopnia biskupa), członek Papieskiej Komisji ds. Państwa Watykańskiego od 2008, subdziekan Kolegium Kardynalskiego od 2020.

## Życiorys
Ma włoskie pochodzenie, jest synem Antonia Sandri i Nelly Righi. Po ukończeniu studiów humanistycznych, filozoficznych i teologicznych w niższym i wyższym seminarium duchownym w Buenos Aires, uzyskał licencjat z teologii na Argentyńskim Uniwersytecie Katolickim. 2 grudnia 1967 przyjął święcenia kapłańskie z rąk przyszłego kardynała Juana Carlosa Aramburu, którego był później osobistym sekretarzem. W 1970 wyjechał na studia do Rzymu, gdzie studiował na wydziale prawa kanonicznego Papieskiego Uniwersytetu Gregoriańskiego i uzyskał doktorat, a rok później, w 1971 rozpoczął studia w Papieskiej Akademii Kościelnej. W 1974 został sekretarzem nuncjatury apostolskiej obejmującej Madagaskar i Mauritius, pełniącej również rolę delegatury apostolskiej Komorów i Reunion. W 1977 podjął pracę w Sekretariacie Stanu jako sekretarz substytuta, a w 1989 został radcą nuncjatury apostolskiej w USA. W tym samym czasie jako drugi stały obserwator Stolicy Apostolskiej przy Organizacji Państw Amerykańskich (OSA) uczestniczył w zgromadzeniach plenarnych tejże organizacji. 2 kwietnia 1992 Jan Paweł II mianował go asesorem do spraw ogólnych Sekretariatu Stanu. W 1997 został mianowany arcybiskupem tytularnym Aemona i nuncjuszem apostolskim w Wenezueli. Święcenia biskupie przyjął 11 października 1997 z rąk Sekretarza Stanu kardynała Angelo Sodano. W marcu 2000 Jan Paweł II mianował go nuncjuszem apostolskim w Meksyku, a 15 września tegoż roku substytutem do spraw ogólnych Sekretariatu Stanu.
2 kwietnia 2005 jako substytut Sekretariatu Stanu na placu św. Piotra w Watykanie podał wiadomość o śmierci Jana Pawła II, choć zgodnie z prawem powinien to zrobić kardynał Camillo Ruini – Wikariusz Generalny Rzymu.
9 czerwca 2007 papież Benedykt XVI mianował go prefektem Kongregacji ds. Kościołów Wschodnich, a podczas konsystorza zwołanego na dzień 24 listopada 2007 został kreowany kardynałem, z tytułem diakona Ss. Biagio e Carlo ai Catinari.
W 2008 roku został mianowany przez papieża Benedykta XVI członkiem Papieskiej Komisji ds. Państwa Watykańskiego, na które to stanowisko został wybrany na kolejne kadencje w latach: 2013 i 2018.
Postanowieniem Prezydenta RP z dnia 9 listopada 2009, za wybitne zasługi w działalności publicznej na rzecz rozwijania współpracy między Rzecząpospolitą Polską i Stolicą Apostolską, został odznaczony Krzyżem Komandorskim Orderu Zasługi Rzeczypospolitej Polskiej.
Brał udział w konklawe 2013, które wybrało papieża Franciszka.
19 maja 2018 promowany do rangi kardynała prezbitera. Zachował dotychczasową diakonię na zasadzie pro hac vice.
28 czerwca 2018 papież Franciszek podniósł go do rangi kardynała biskupa, na równi z pozostałymi kardynałami biskupami diecezji suburbikarnych, pomimo nieprzydzielenia mu żadnej z diecezji podrzymskich.
24 stycznia 2020 został wybrany wicedziekanem Kolegium Kardynalskiego, natomiast następnego dnia papież Franciszek zatwierdził ten wyboru i od tej chwili zaczął sprawować swój urząd.
21 listopada 2022 zakończył pełnienie urzędu prefekta Dykasterii ds. Kościołów Wschodnich.
18 listopada 2023 roku ukończył 80 lat, tracąc prawo do udziału w konklawe.
14 stycznia 2025 papież Franciszek zaakceptował jego wybór na kolejną kadencję na stanowisku wicedziekana Kolegium Kardynalskiego.